# Rio Cuilco
Rio Cuilco é um rio centro-americano da Guatemala.